# Przełęcz pod Jamną
Przełęcz pod Jamną – przełęcz położona na terenie Pogórza Przemyskiego na wysokości 524 m n.p.m., pomiędzy szczytami Jamnej (593 m n.p.m.) oraz Leśnej (586 m n.p.m.). Przełęcz oddziela Pasmo Działu od Pasma Jamnej.
 Przez przełęcz przebiega droga, łącząca Jureczkową z Arłamowem.

## Szlaki turystyczne
- Niebieski szlak turystyczny Rzeszów – Grybów na odcinku: Jureczkowa – Nad Mszańcem – Przełęcz Wecowska – Przełęcz pod Jamną – Wierch – Przełęcz pod Suchym Obyczem – Suchy Obycz – Kalwaria Pacławska
- Jureczkowa – Kwaszenina – Przełęcz pod Jamną – dolina Jamninki – Trójca
- Szlak śladami dobrego wojaka Szwejka